# Rivière Iserhoff
Pour les articles homonymes, voir Iserhoff.
La rivière Iserhoff est un affluent du Lac Waswanipi située dans Eeyou Istchee Baie-James, dans la région administrative du Nord-du-Québec, dans la province canadienne de Québec, au Canada.
Le cours de la rivière Iserhoff traverse successivement les cantons de Desjardins, de Berthiaume et de Bergères.
Le bassin versant de la rivière Iserhoff est accessible les routes R1026 (sens Nord-Sud) et la route R1018 (sens Nord-Sud). Ces deux routes se rattachent vers le Sud à la route 113 reliant Lebel-sur-Quévillon à Chibougamau.
La surface de la rivière Iserhoff est habituellement gelée du début novembre à la mi-mai, toutefois la circulation sécuritaire sur la glace se fait généralement de la mi-novembre à la mi-avril.

## Géographie
Les principaux bassins versants voisins de la rivière Iserhoff sont :
- côté Nord : rivière Iserhoff Nord, rivière Waswanipi, lac au Goéland (rivière Waswanipi), ruisseau Imbault ;
- côté Est : lac Waswanipi, rivière Bachelor ;
- côté Sud : rivière Florence, rivière Wedding, rivière Bell ;
- côté Ouest : rivière Bell, rivière des Indiens (rivière Bell).

La rivière Iserhoff prend sa source à l’embouchure à l'embouchure d'un petit lac de montagne à une altitude de 369 m, soit à :
- 31,1 km au Sud-Ouest de l’embouchure de la rivière Iserhoff (confluence avec le lac Waswanipi) ;
- 48,6 km au Sud-Ouest de l’embouchure du lac Waswanipi (confluence avec la rivière Waswanipi laquelle traverse la partie Nord du lac) ;
- 46,7 km au Sud de l’embouchure du Lac au Goéland (rivière Waswanipi) ;
- 74,5 km au Sud-Est de l’embouchure du lac Matagami ;
- 243,8 km au Sud-Est de l’embouchure de la rivière Nottaway ;
- 53,9 km au Sud-Est du centre-ville de Matagami.

À partir de sa source, la « rivière Iserhoff » coule sur 92,0 km selon les segments suivants :
Cours de la partie supérieure de la rivière Iserhoff (segment de 78,3 km)
- 3,1 km vers le Nord-Est dans le canton de Desjardins, jusqu’à la limite Sud du canton de Berthiaume ;
- 20,1 km vers l’Est dans le canton de Berthiaume en passant du côté Sud du Mont Kitci (sommet à 401 m), jusqu’à la limite Ouest du canton de Bergères ;
- 4,7 km vers le Nord-Est dans le canton de Bergères, jusqu’à la confluence de deux ruisseaux (venant du Nord et l’autre du Sud) ;
- 8,1 km vers le Nord-Est, puis vers le Nord, jusqu’au ruisseau Imbault ;

Cours de la partie inférieure de la rivière Iserhoff (segment de 13,7 km)
- 5,1 km vers l’Est en serpentant jusqu’à la confluence de la rivière Iserhoff Nord ;
- 5,1 km vers l’Est, jusqu’au pont de route forestière R1018 ;
- 3,5 km vers l’Est en serpentant en zone de marais jusqu’à son embouchure[1].

La rivière Iserhoff se déverse au fond de la Baie du Sud-Ouest du lac Waswanipi. À partir de cette embouchure, le courant traverse vers l’Est, puis le Nord, sur 37,2 km le lac Waswanipi, jusqu’à son embouchure. De là, le courant coule d’abord le Nord en empruntant la rivière Waswanipi, puis vers l’Ouest, jusqu’à la rive Est du lac au Goéland. Ce dernier est traversé vers le Nord-Ouest par la rivière Waswanipi qui est un affluent du lac Matagami.
L’embouchure de la rivière Iserhoff située à :
- 21,7 km au Sud-Ouest de l’embouchure du Lac Waswanipi ;
- 21,2 km au Sud-Est d’une baie au Sud du lac au Goéland (rivière Waswanipi) ;
- 42,8 km au Sud-Est de l’embouchure du lac au Goéland (rivière Waswanipi) ;
- 55,9 km au Sud-Est de l’embouchure du Lac Olga (rivière Waswanipi) ;
- 59,9 km au Sud-Ouest du centre du village de Waswanipi (municipalité de village cri) ;
- 76,1 km au Nord-Est du centre-ville de Matagami.

## Toponymie
Cette hydronyme parait sur une carte de 1896 de l'arpenteur Robert Bell, en la signalant comme tributaire de la rivière Nottaway. Le nom de ce cours d’eau évoque un missionnaire, actif dans la région au XIXe siècle ; en 1905, Henry O'Sullivan signale sa présence à Fort Eastmain.
Une extension naturelle du lac Mistassini, désignée Baie Iserhoff, évoque par ailleurs Charles Iserhoff, neveu de ce missionnaire employé par la Compagnie de la Baie d'Hudson, à l'ancien poste de traite de Baie-du-Poste ; ce site est devenu aujourd'hui le village cri de Mistissini (municipalité de village cri). Cette hydronyme est signalé dans les deux éditions du Dictionnaire des  rivières et lacs de la province de Québec (1914 et 1925). Jacques et Madeleine Rousseau ont utilisé en 1946 les services d’une informatrice (née Iserhoff), et portant alors le nom de madame Wilfrid Jefferys ; selon son témoignage, les membres de cette famille métisse, ont toujours habité soit le poste du lac Mistassini, soit celui de la Waswanipi (municipalité de village cri).
Cette rivière est désignée dans la communauté crie « Packîwâgâ Sîbî », signifiant la « rivière creuse la berge, de sorte qu'il y a un surplomb ».
Le toponyme « rivière Iserhoff » a été officialisé le 5 décembre 1968 à la Commission de toponymie du Québec, soit à la création de cette commission